# Rodrigo Plá
Rodrigo Plá (Montevideo, 9 de juny de 1968) és un director de cinema i guionista mexicà d'origen uruguaià.
És més conegut per la seva pel·lícula La Zona (2007). Estudià fotografia i direcció al Centre de Capacitació Cinematogràfica de la Ciutat de Mèxic, on viu d'ençà que tenia 11 anys. El 1988 estrenà el seu primer curtmetratge.

## Filmografia
- Novia mía, 1996
- El ojo en la nuca, 2001
- La zona, 2007
- Desierto adentro, 2008
- La demora, 2011[2]